# 齊藤優 (編集者)
齊藤 優 （さいとう ゆう、1982年 - ）は、日本の漫画編集者。集英社の漫画雑誌『週刊少年ジャンプ』の第12代目編集長。

## 略歴
2005年に集英社に入社、同年週刊少年ジャンプ編集部に配属され、その後約13年間在籍する。2018年よりキャラクタービジネス室副室長を務め、2020年より週刊少年ジャンプの副編集長を務める。
2024年7月から週刊少年ジャンプ第12代編集長に就任。

## 人物
- 忘れられない原稿取り第1位は、「『銀魂』で、締め切りを大幅に超過した描き途中の原稿をひったくり印刷所に向かうタクシーの後部座席で、空知先生がペン入れしてた回」[2]。
- 高校時代の同期に浪人したことで入社は1年後輩になった編集者の林士平がいる。

## 担当作品
- 黒子のバスケ（藤巻忠俊） - 初代、立ち上げ作品。[4]
- ニセコイ（古味直志） - 初代、立ち上げ作品。[4]
- ぼくたちは勉強ができない（筒井大志） - 初代、立ち上げ作品。[4]
- アイシールド21（原作:稲垣理一郎、漫画:村田雄介） - ?代目。[4]
- 銀魂（空知英秋） - 2代目。[4][5]
- HUNTER×HUNTER（冨樫義博） - ?代目。[4]
- ワールドトリガー（葦原大介） - 2代目。[4][6]